# سیدی سانوخو
سیدی سانوخو (انگلیسی: Sidy Sanokho؛ زادهٔ ۸ مهٔ ۱۹۹۷) بازیکن فوتبال است.
از باشگاه‌هایی که در آن بازی کرده‌است می‌توان به باشگاه فوتبال اسپتزیا اشاره کرد.